# Autobús interurbano de Cataluña
La red de autobuses interurbanos de Cataluña está compuesta por 716 líneas de 114 operadores diferentes (2011). No están incluidas las líneas de autobús urbano de la primera corona tarifaria de Barcelona que operan entre más de 1 municipio y las líneas de autobús urbanas.
Las líneas de autobús interurbano con mayor número de pasajeros forman la red denominada Exprés.cat.

## Mayores operadores en Cataluña
De los 114 operadores de líneas interurbanas que dispone Cataluña, los más importantes por número de líneas son:
| Operador                                        | N.º de líneas |
| ----------------------------------------------- | ------------- |
| SA Alsina Graells de Auto Transportes (ALSA)    | 89            |
| Sarfa                                           | 45            |
| Sagalés                                         | 44            |
| La Hispano Igualadina, SAU (Monbus)             | 44            |
| Teresa y José Plana, Empresa Plana, SL          | 42            |
| Transportes Eléctricos Interurbanos, SA -TEISA- | 33            |
| Marfina Bus, SA                                 | 27            |
| Cots Alsina, SL                                 | 22            |
| 25 Osona Bus, SA (Grup Sagalés)                 | 21            |

## Estadísticas
| Año  | Líneas | % Año anterior | Vehículos-Km (millones de km) | % Año anterior | Vehículos en servicio | % Año anterior | % Vehículos adaptados a | % Año anterior | Edad media de los vehículos | % Año anterior |
| ---- | ------ | -------------- | ----------------------------- | -------------- | --------------------- | -------------- | ----------------------- | -------------- | --------------------------- | -------------- |
| 2010 | 693    | 10'4%          | 76'0                          | 4'3%           | 1.224                 | -              | 78'2%                   | -              | 8'0                         | -              |
| 2011 | 716    | 3'3%           | 72'0                          | -1'3%          | 1.224                 | 0'0%           | 78'2%                   | 0'0%           | 8'9                         | 11'3%          |

## Líneas

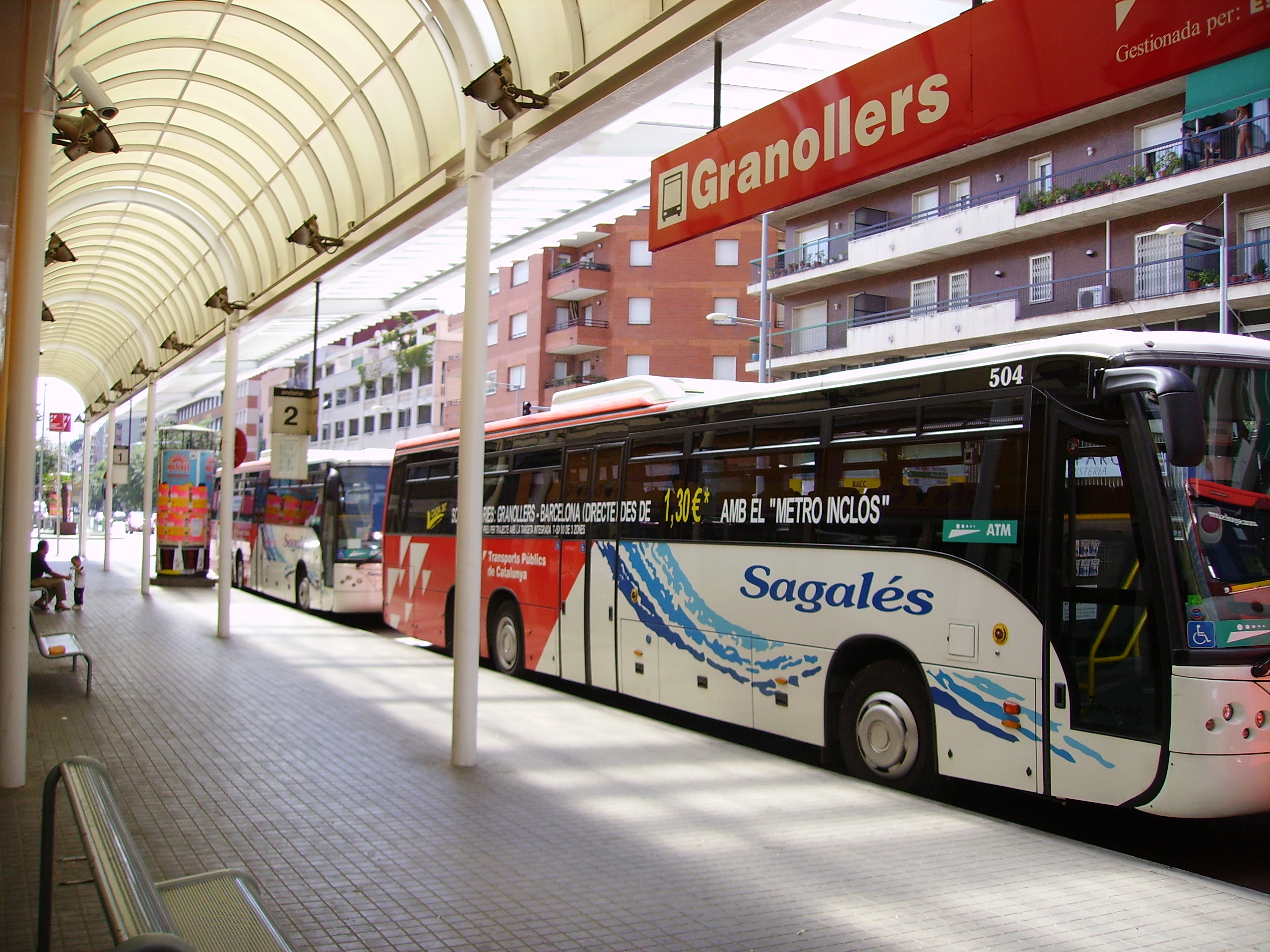
Estación de autobuses interurbanos en Granollers.

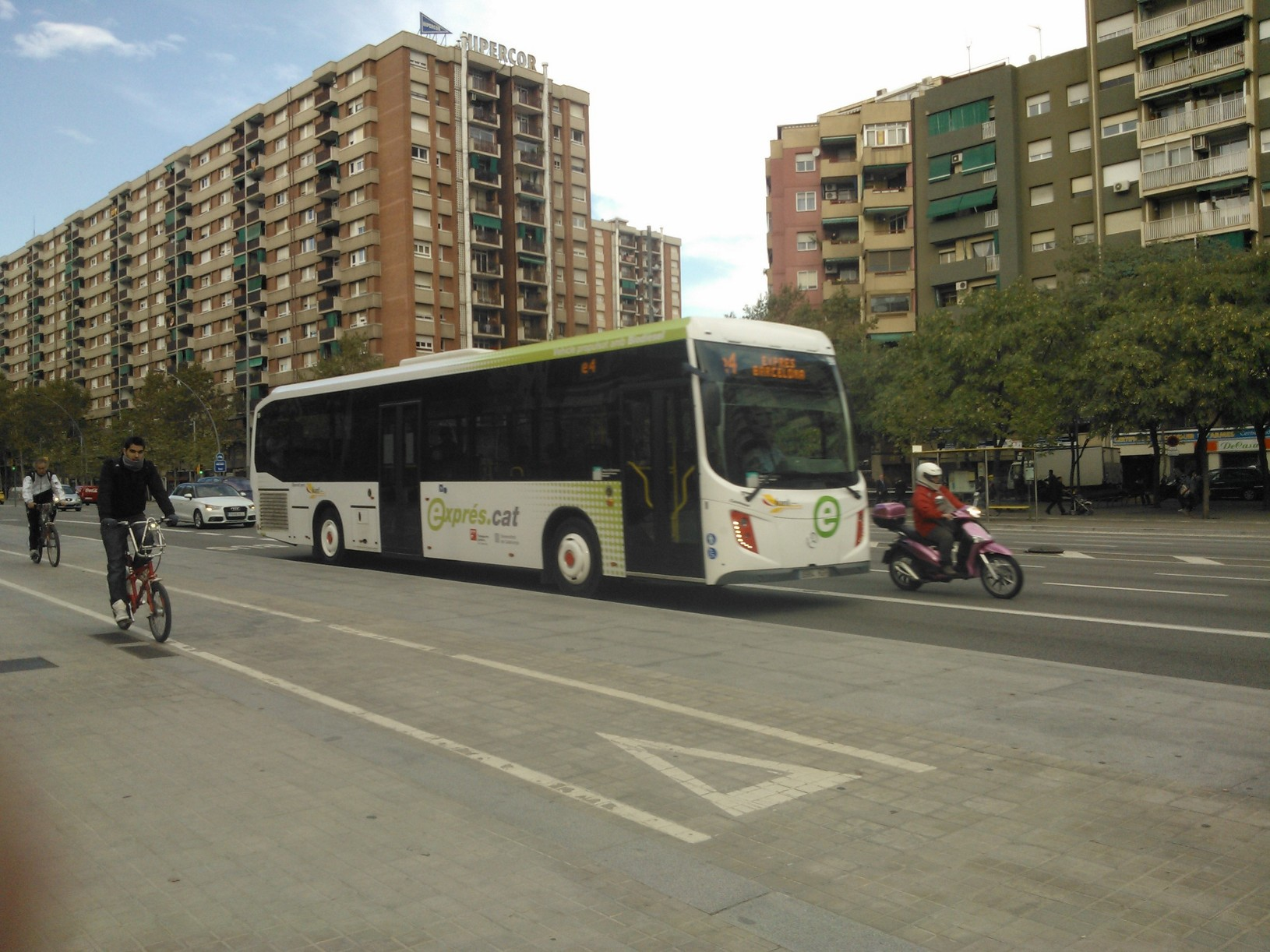
Autobús de la línea E4 de Exprés.cat en la Avenida Meridiana de Barcelona dirección a la estación de La Sagrera.

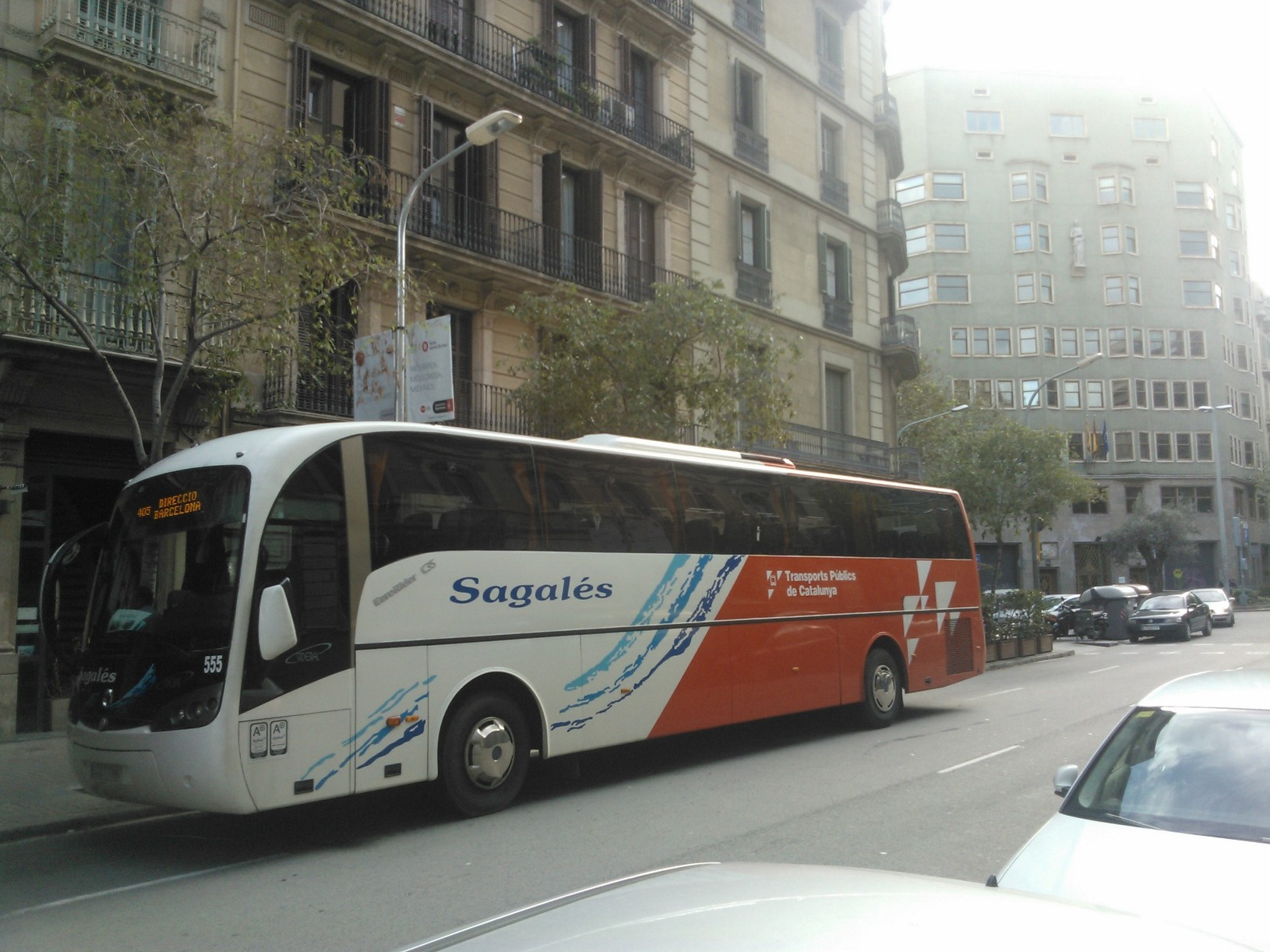
Autobús interurbano de la empresa Sagalés en Barcelona.

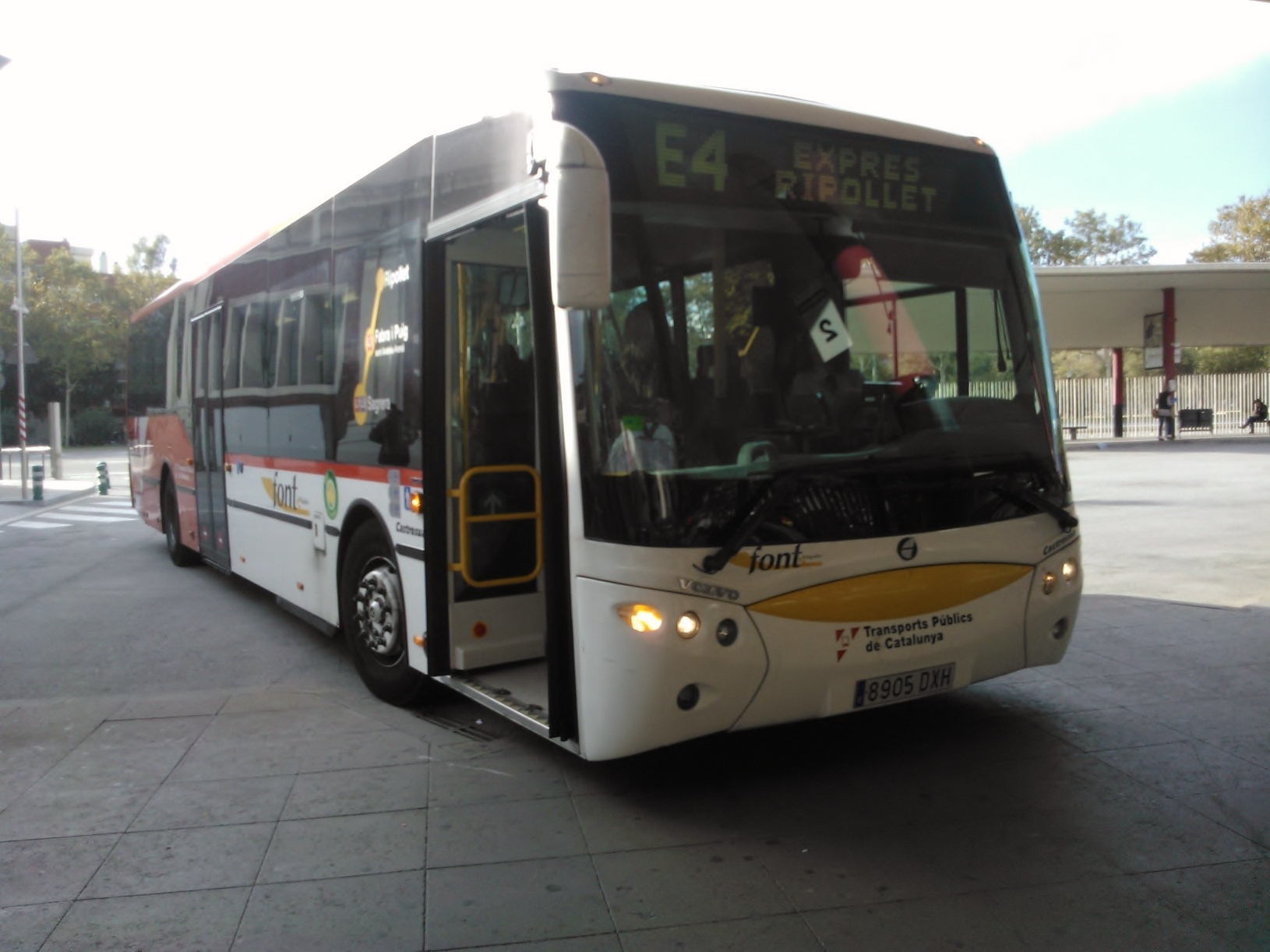
Autobús interurbano de la línea E4 de Exprés.cat efectuando parada en la estación de autobuses de Fabra y Puig dirección Ripollet.

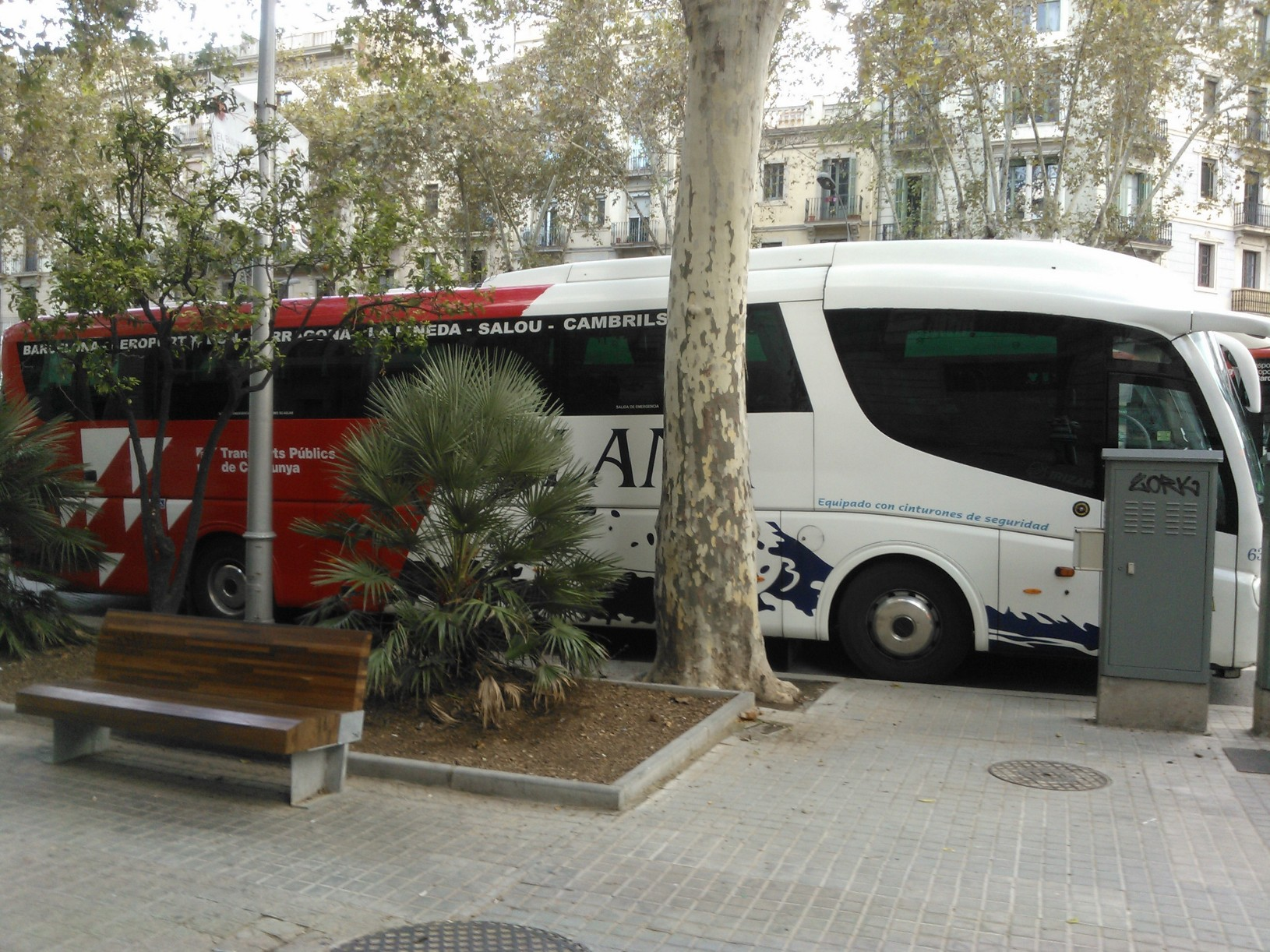
Autobús de la empresa Planas en el Paseo de San Juan de Barcelona.

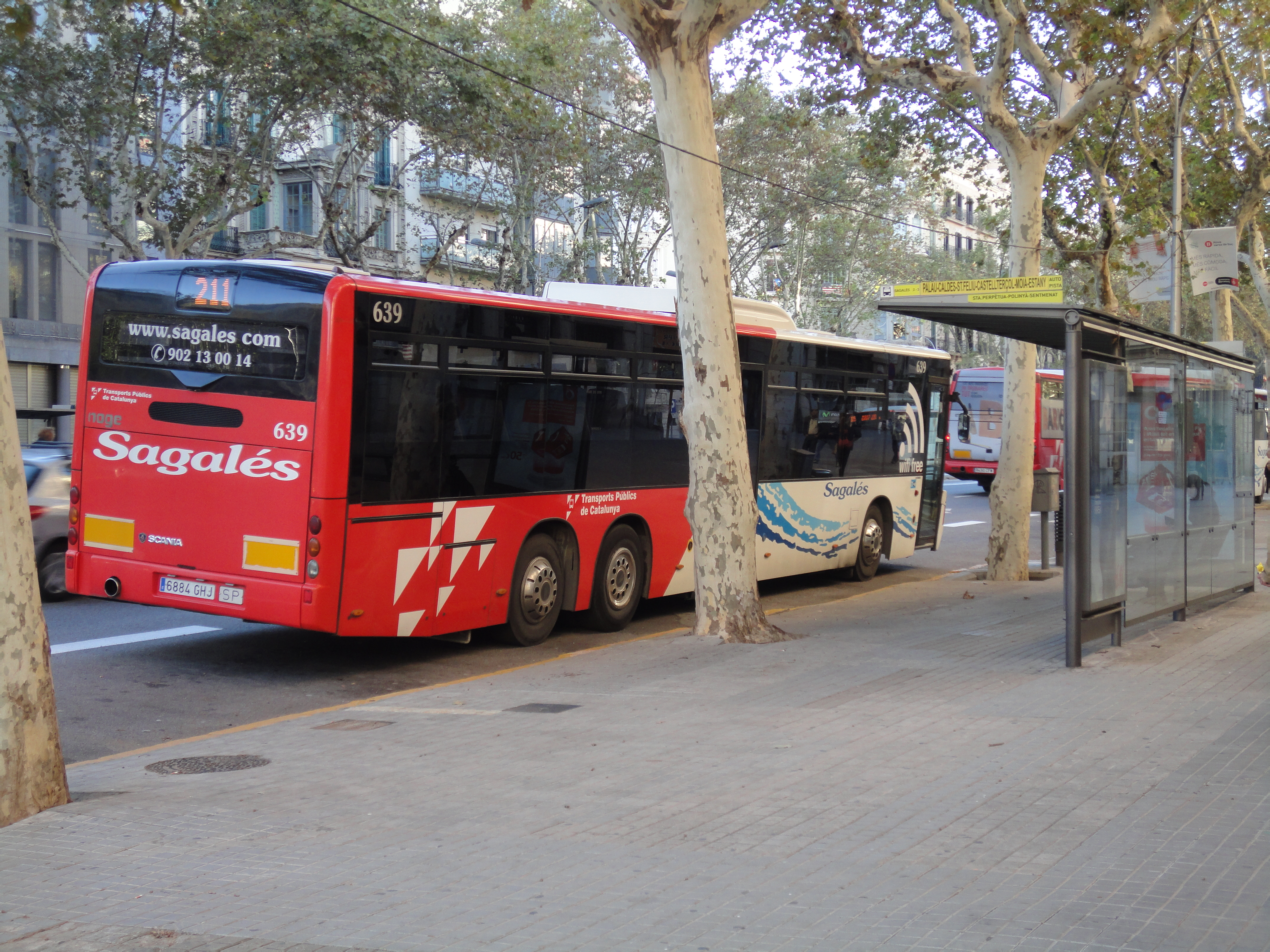
Autobús interurbano de la línea 211 (L1314 Barcelona-Caldas de Montbui) de la empresa Sagalés en el Paseo San Juan de Barcelona.

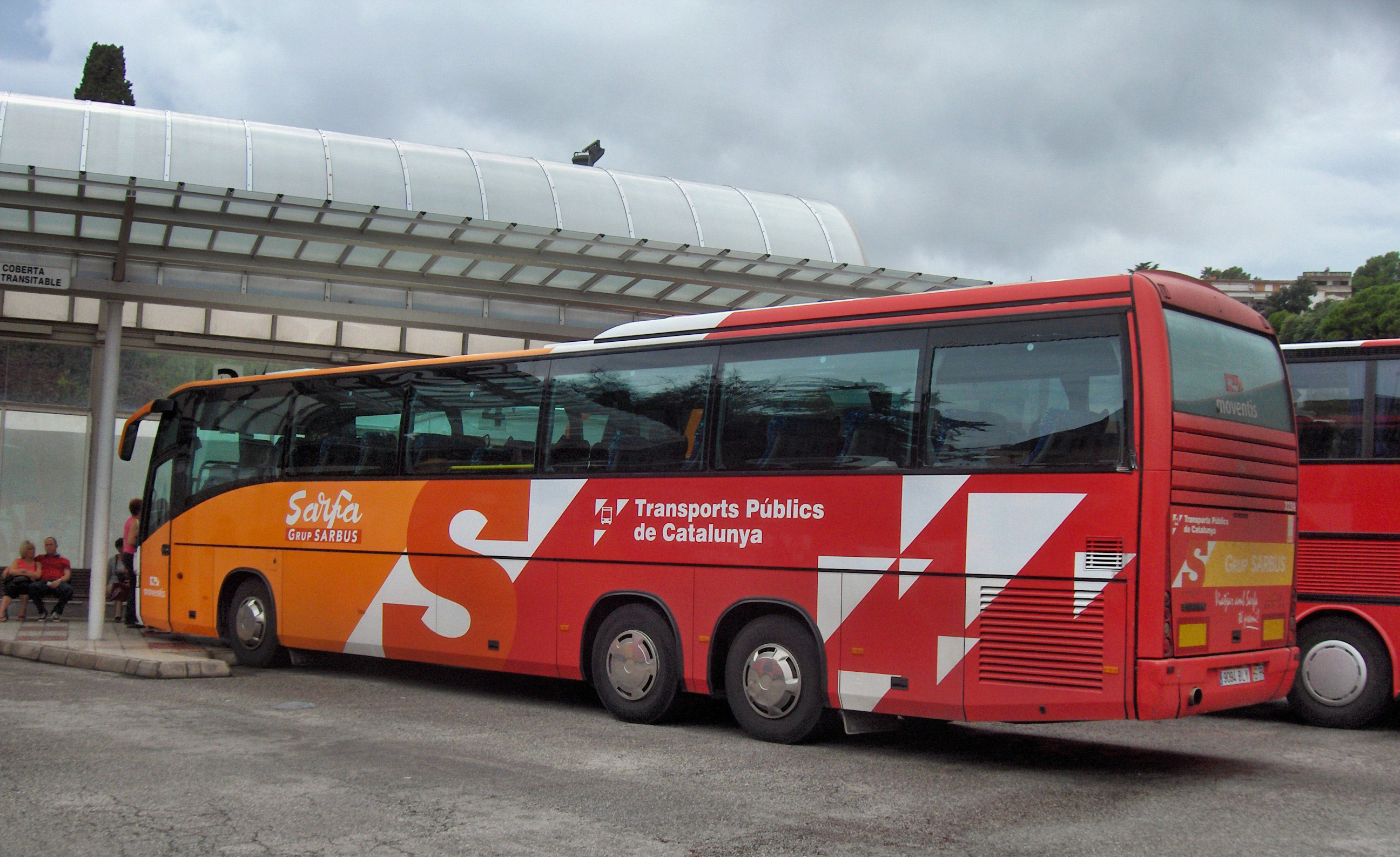
Autobús interurbano de la empresa Sarfa en la estación de autobuses de Tosa de Mar.

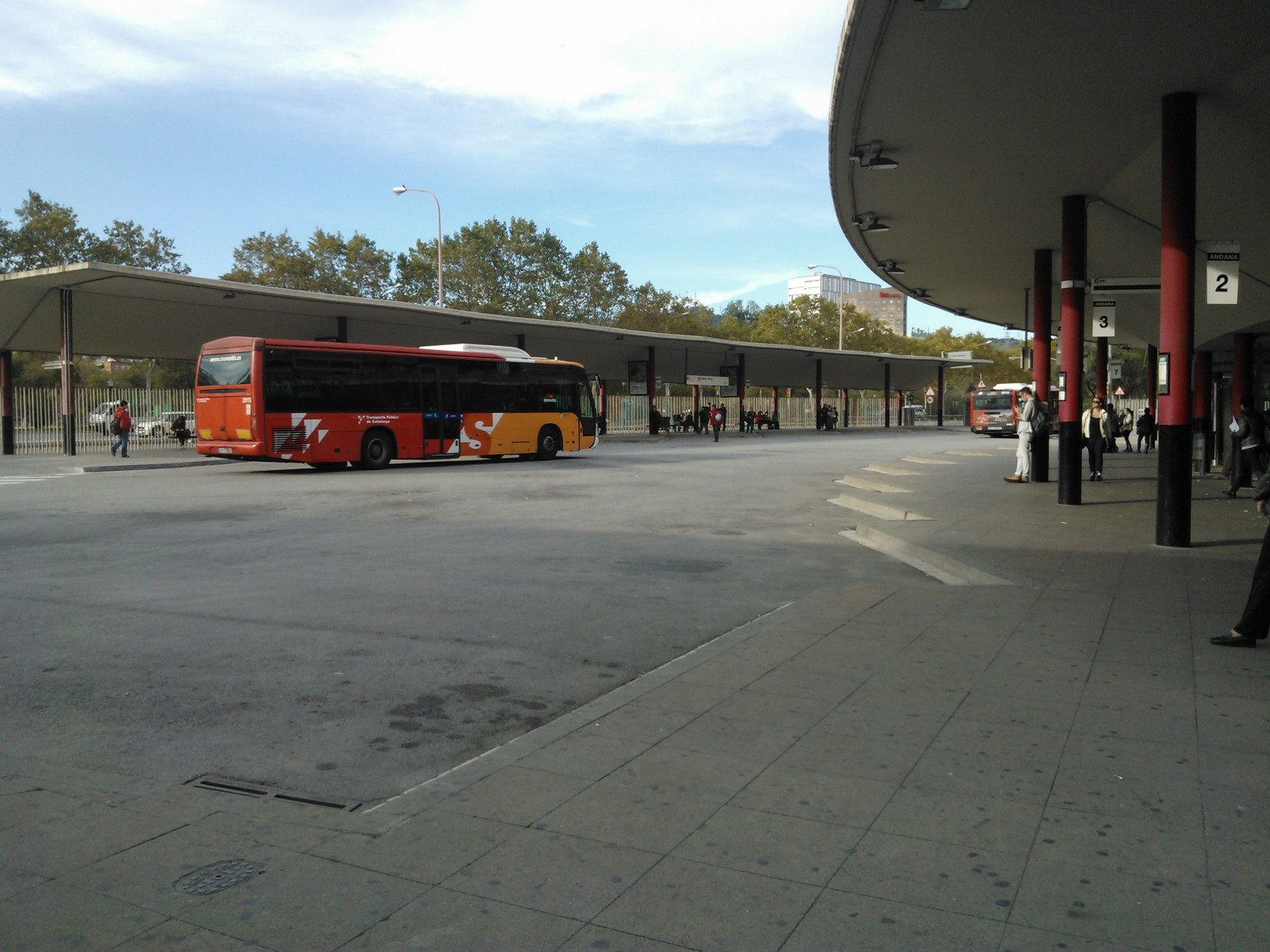
Estación de autobuses de Fabra y Puig. Dispone de 16 dársenas para las paradas de los autobuses.

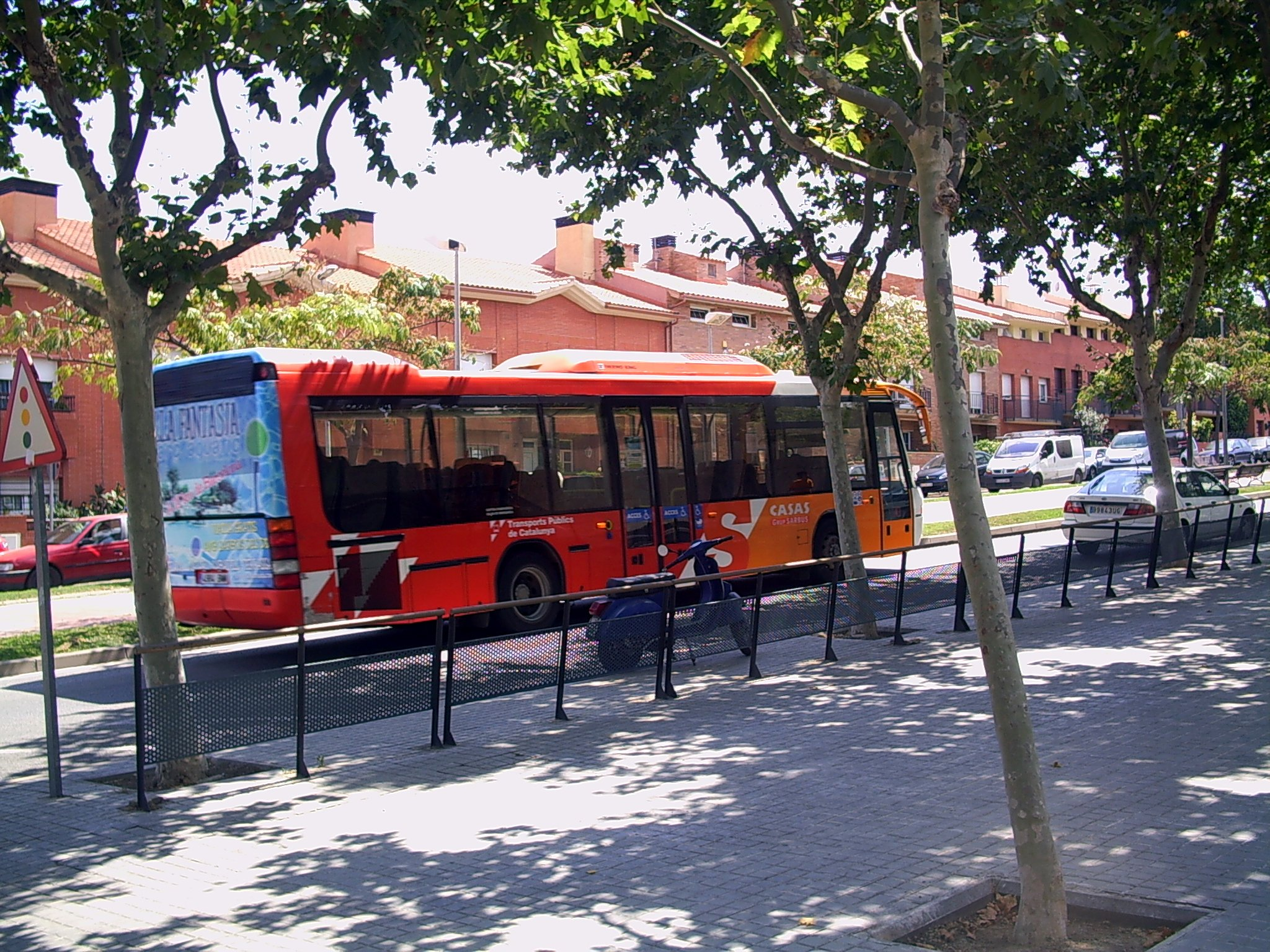
Autobús interurbano de la empresa Casas en Vilasar de Mar.

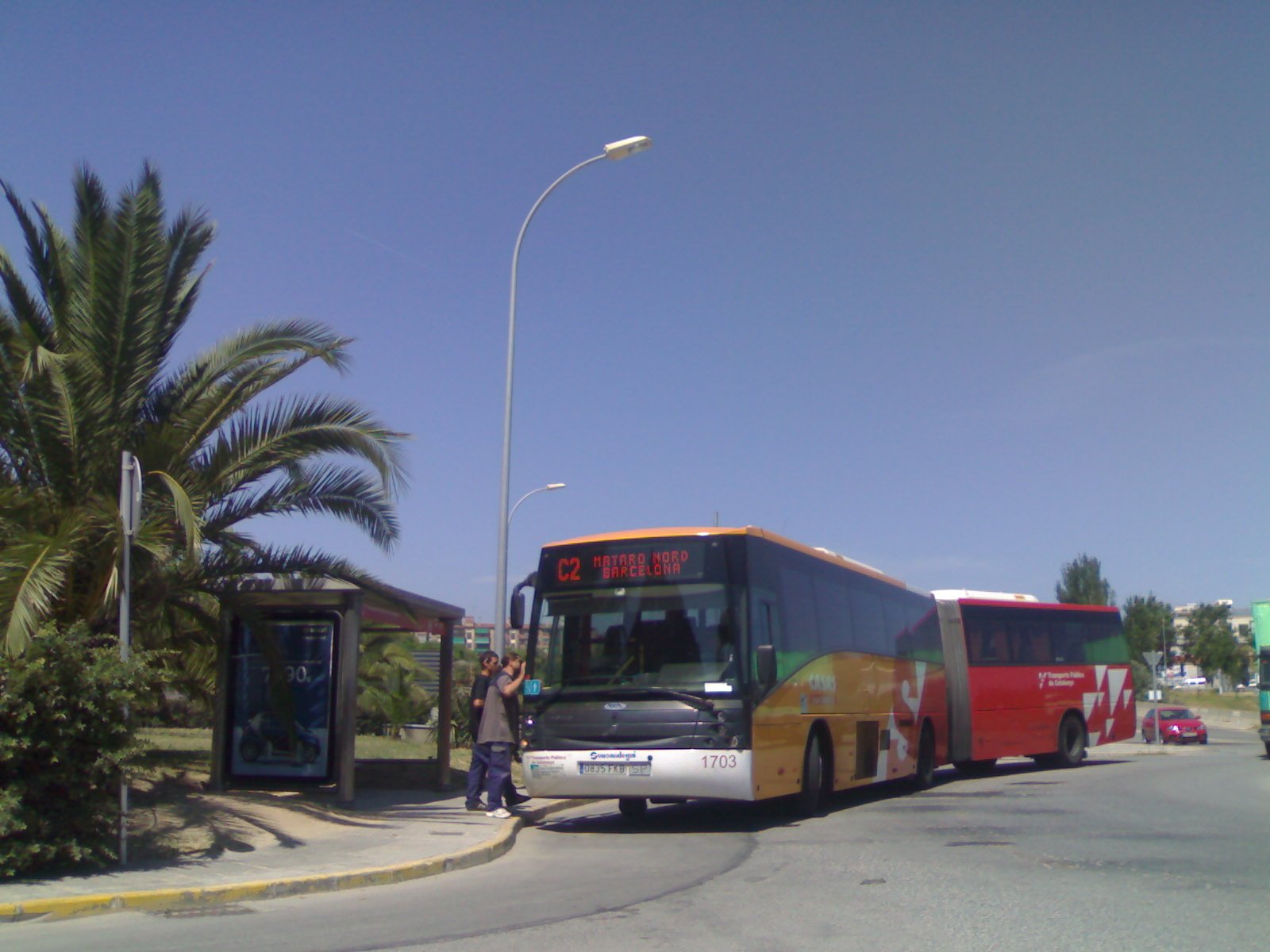
Autobús interurbano articulado de la empresa Casas.

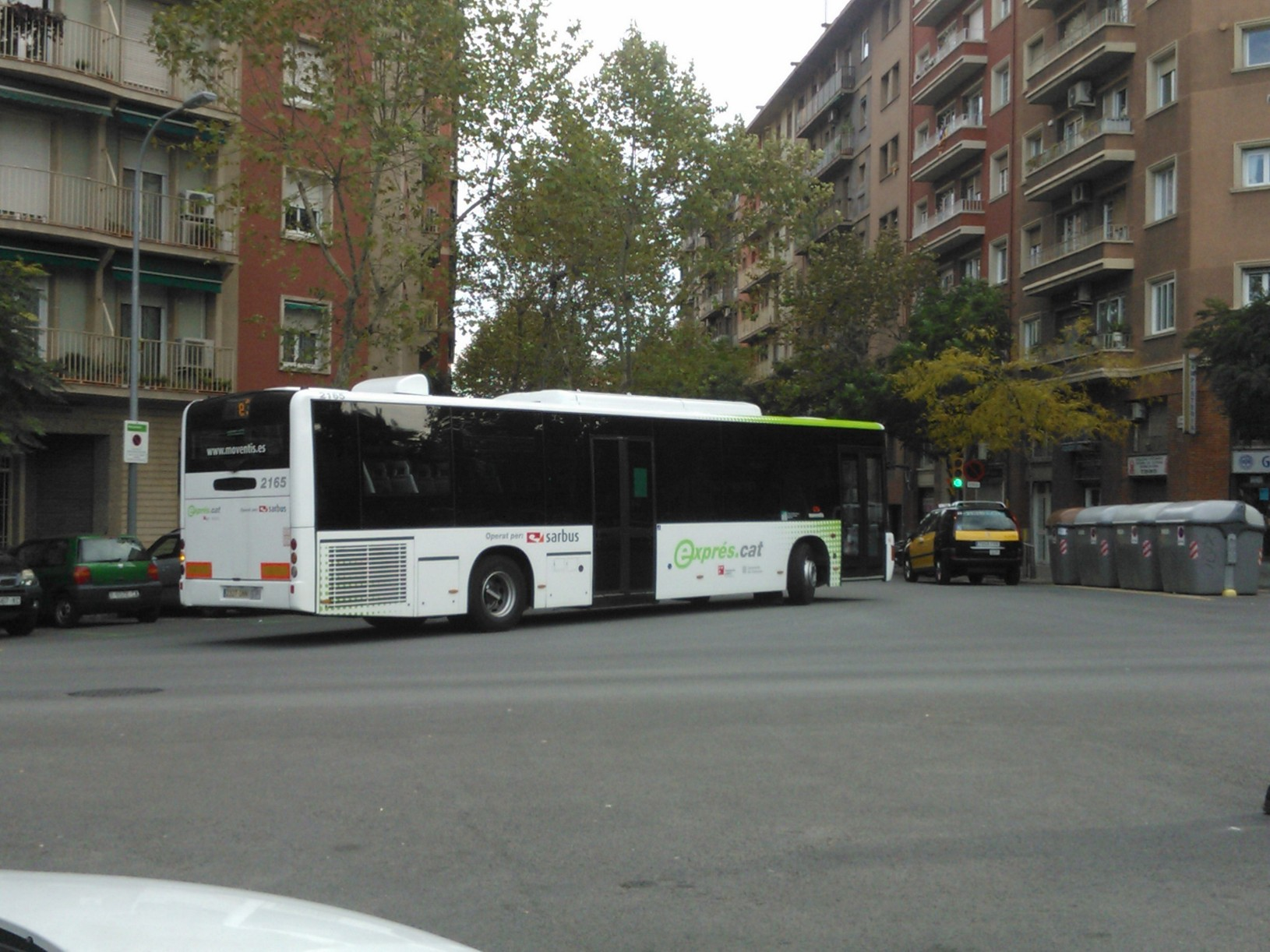
Autobús de la línea E3 de Exprés.cat en las cercanías de la estación de La Sagrera (calle San Antonio María Claret con calle Espronceda) dirigiéndose al inicio de su recorrido situado en la Avenida Meridiana de Barcelona.

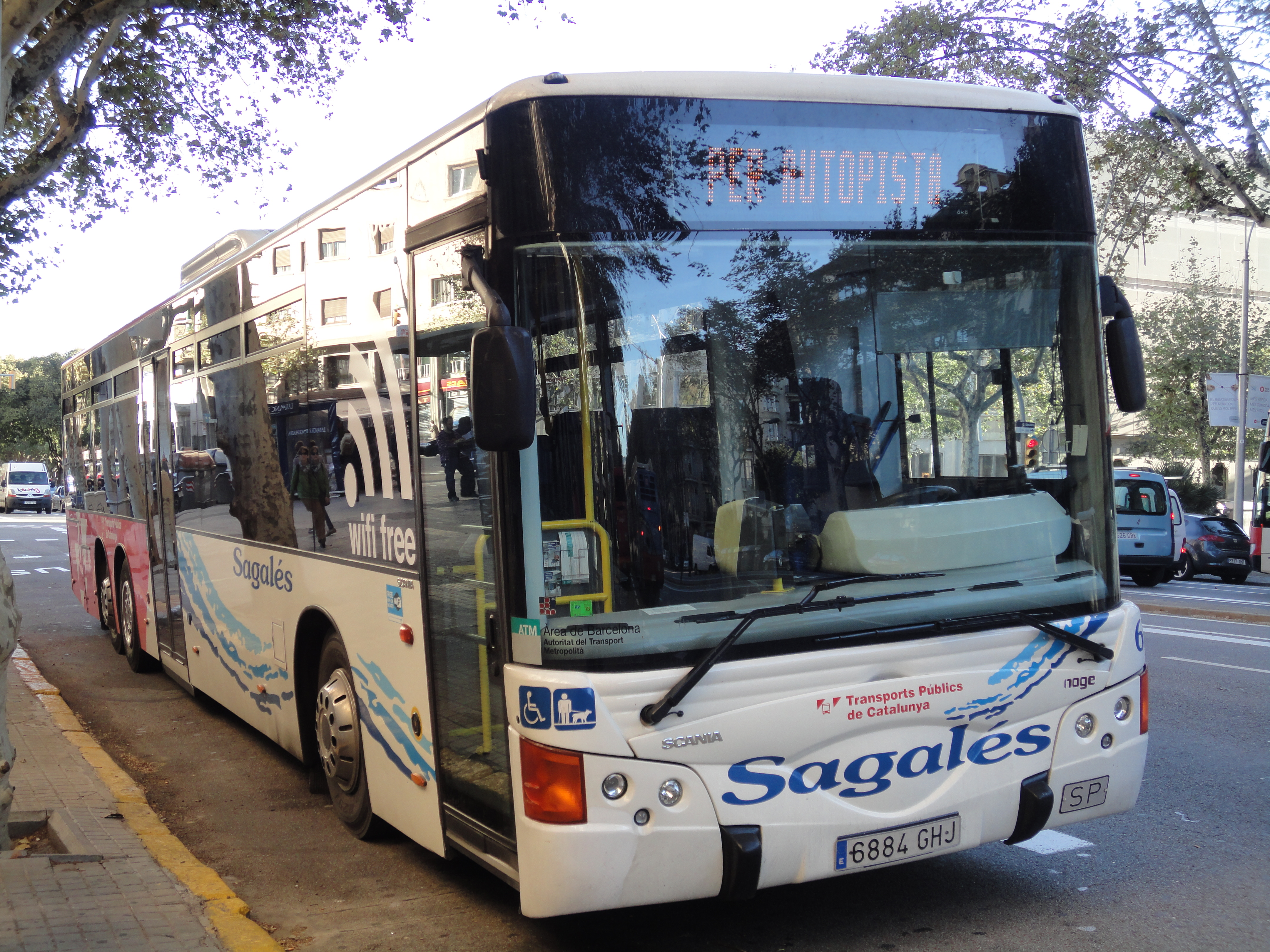
Autobús interurbano de la empresa Sagalés en el Paseo San Juan de Barcelona.

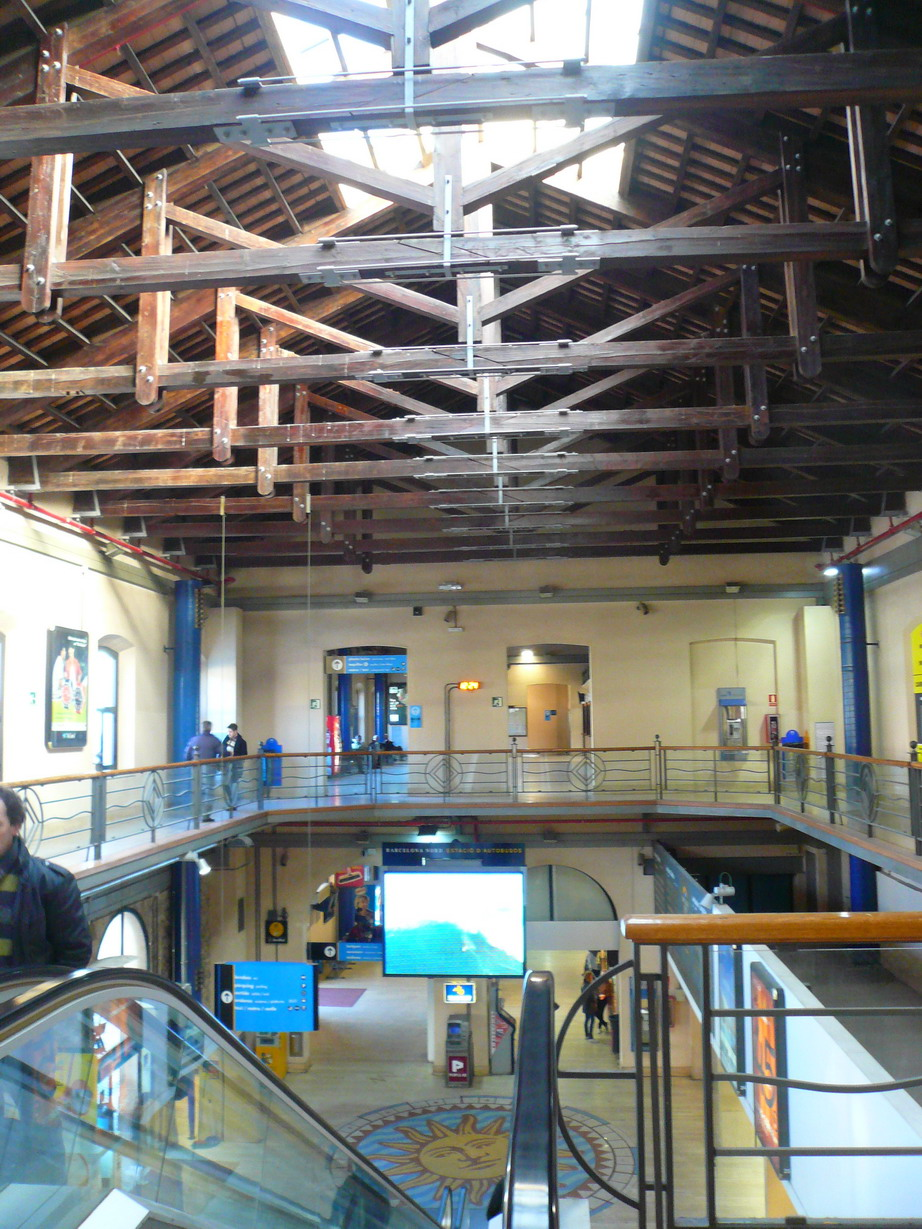
Interior de la Estación del Norte.

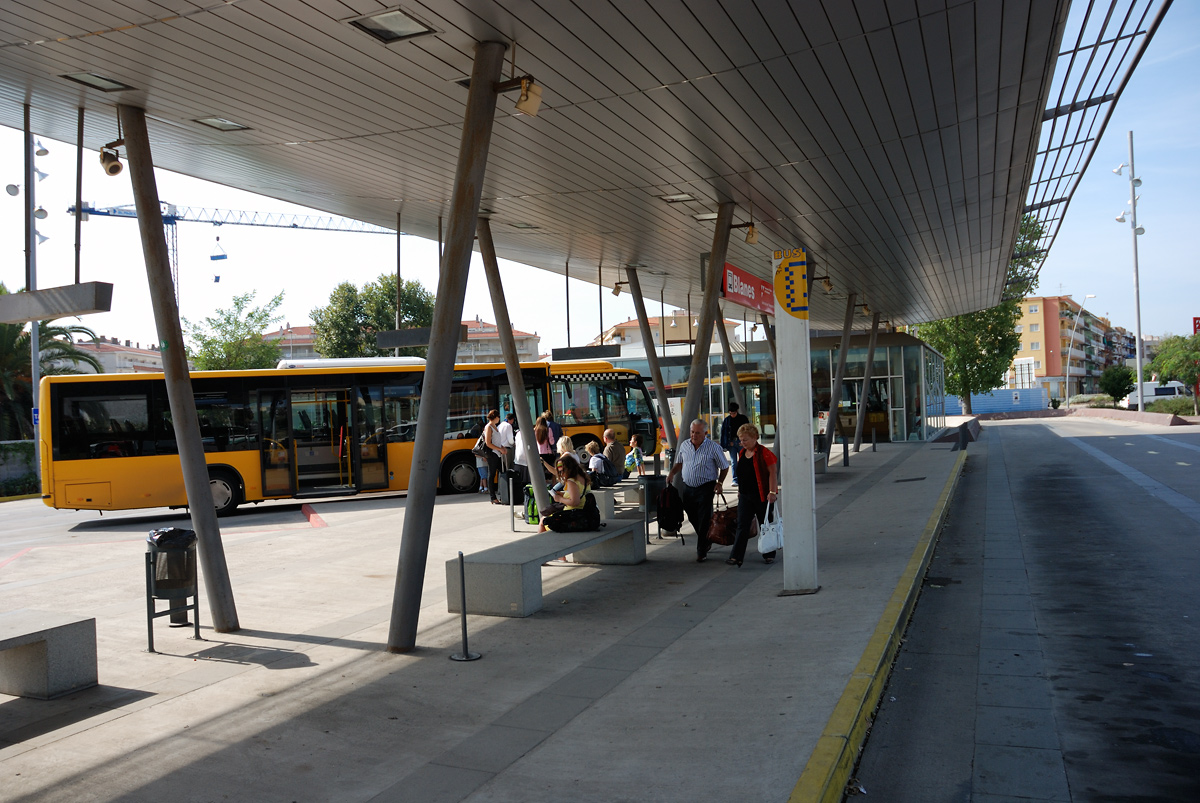
Estación de autobuses de Blanes.

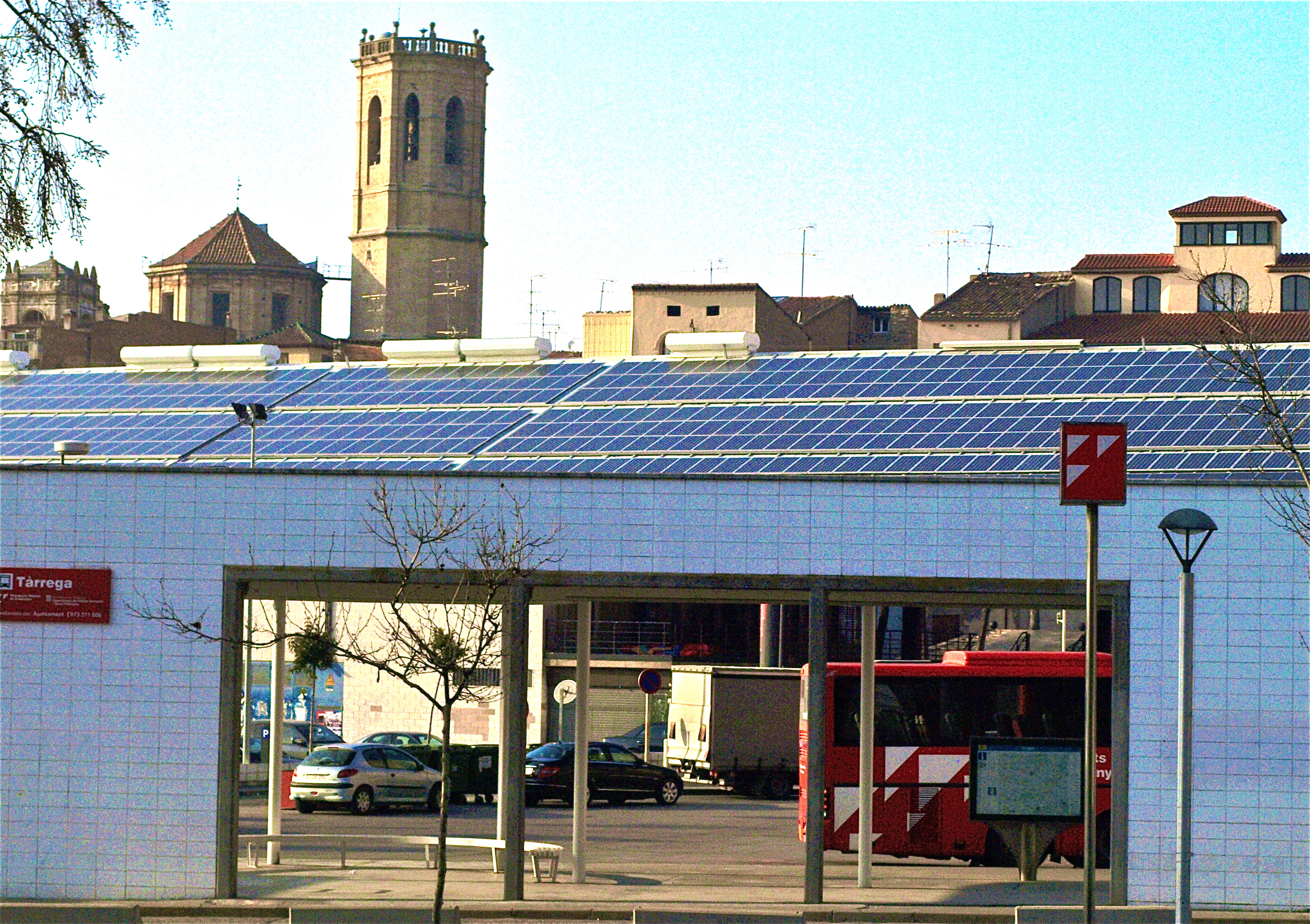
Estación de autobuses de Tárrega.

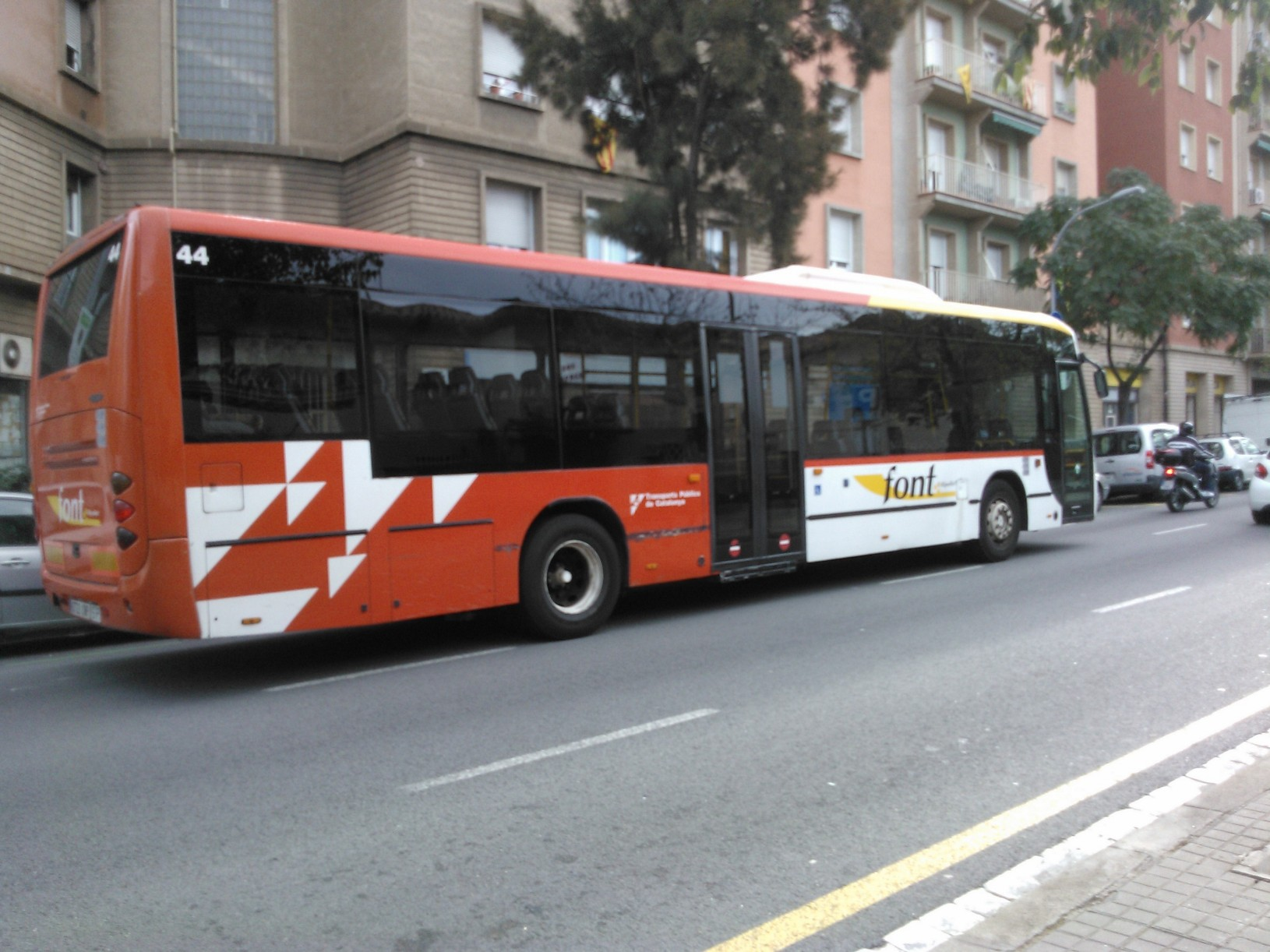
Autobús interurbano de la empresa Font en la calle San Antonio María Claret de Barcelona.

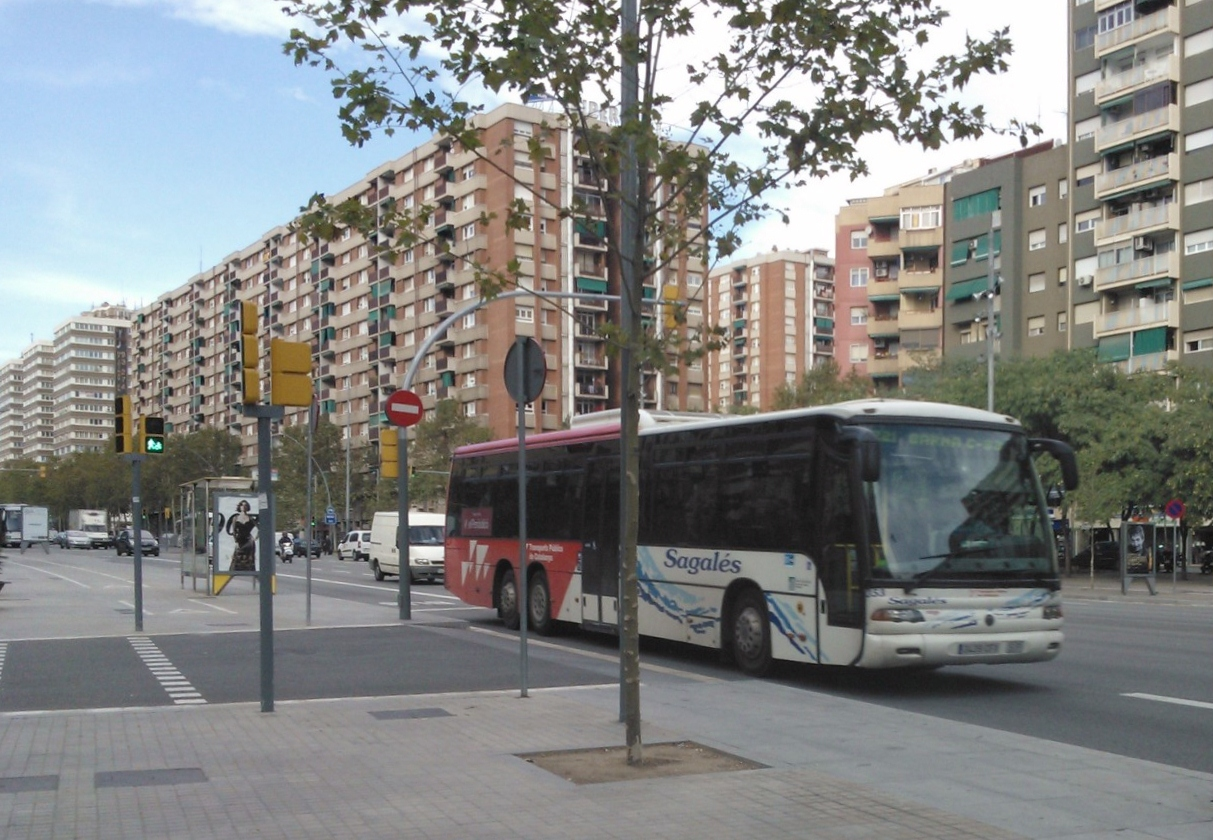
Autobús interurbano de la empresa Sagalés en la Avenida Meridiana de Barcelona.

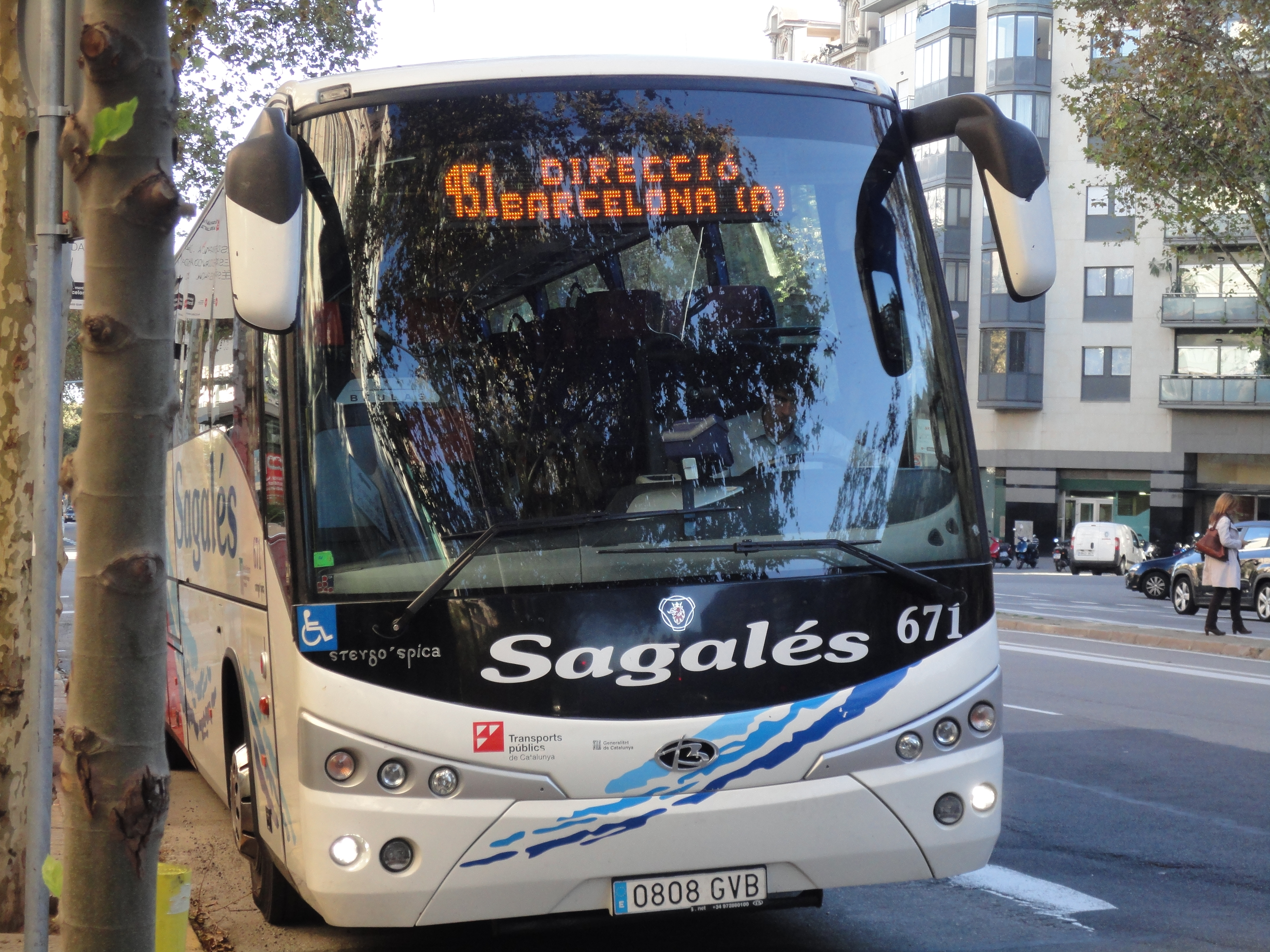
Autobús de la línea 451 (L0137) de la empresa Sagalés en Barcelona.

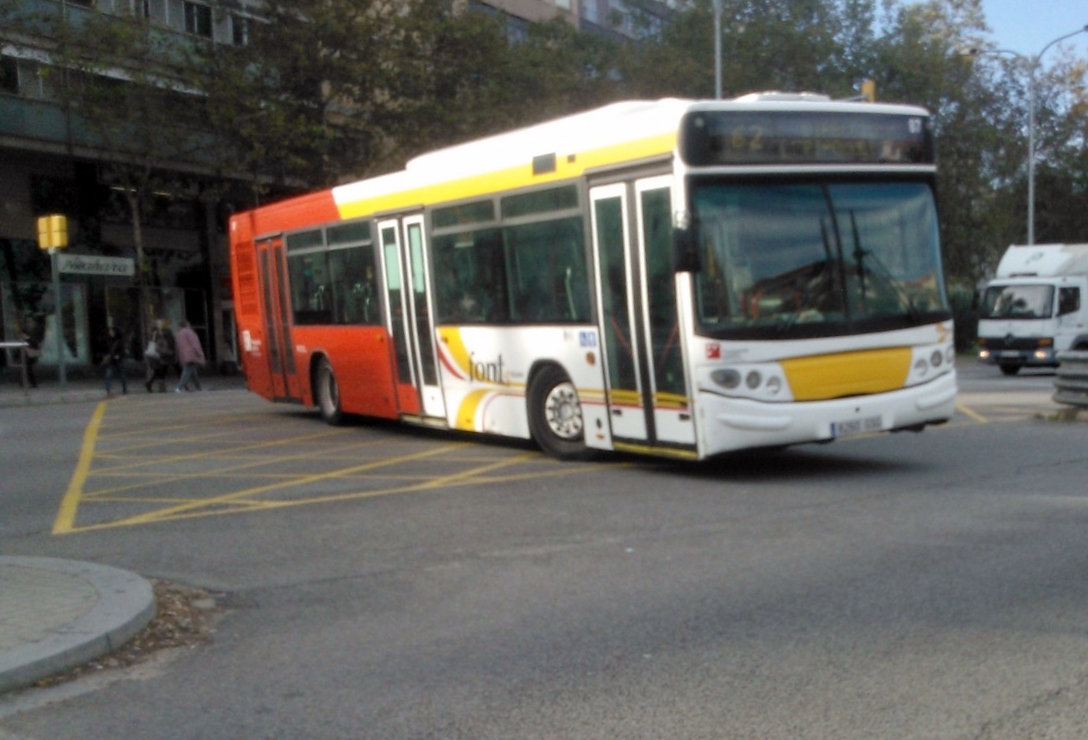
Autobús de la línea 062 de la empresa Font cruzando la Avenida Meridiana de Barcelona con destino la estación de autobuses de Fabra y Puig.

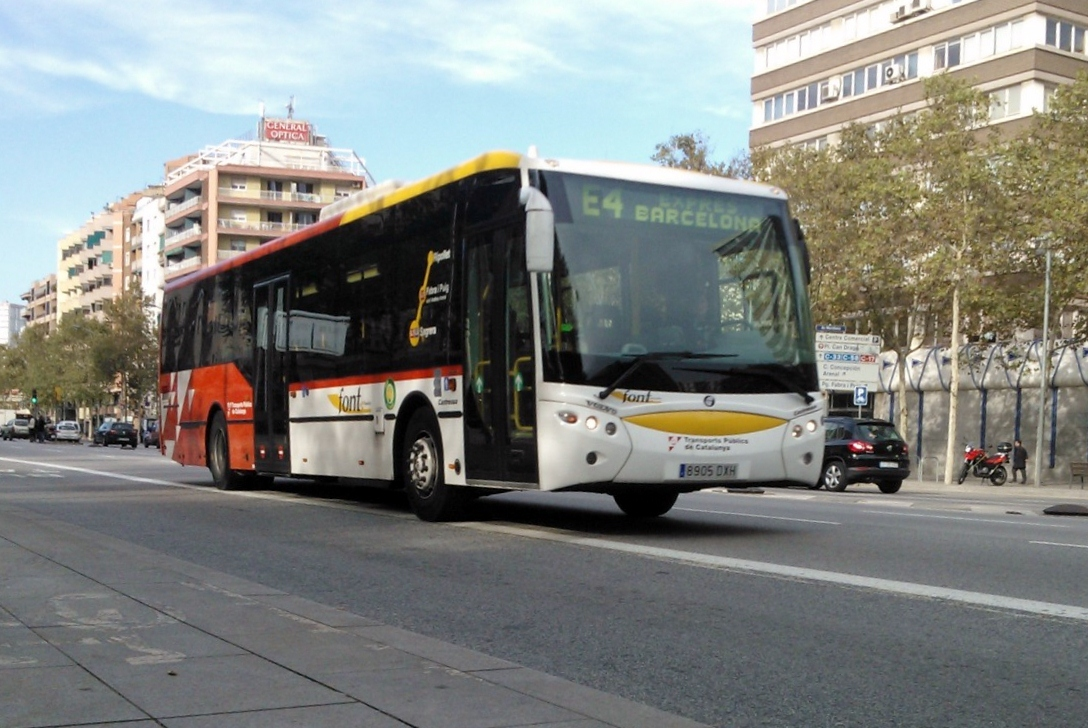
Autobús interurbano de la línea E4 en la Avenida Meridiana de Barcelona dirección a la estación de La Sagrera.

Esta es una lista incompleta, que quizás nunca podrá ser completada del todo. Usted puede ampliarla con referencias fiables.
| Leyenda de las líneas | Leyenda de las líneas                             |
| --------------------- | ------------------------------------------------- |
| L00XX / L0XXX / LXXXX | Denominación usada por la Generalidad de Cataluña |
| XXX / NXX             | Nomenclatura del operador de la línea             |
| EX                    | Nomenclatura de línea de la red Exprés.cat        |

| Línea     | Itinerario                                                          | Operador                                  | Observaciones |
| --------- | ------------------------------------------------------------------- | ----------------------------------------- | --- |
| L0040     | Areo - Área de descanso L-504, PK 3                                 | Autocars LLadós-Montaña, SL               | Solo circula los días lectivos. No se podrá usar el servicio si no se ha concertado previamente                                                                                       |
| L0047 690 | Badalona-Santa Coloma-Moncada-Ripollet-UAB                          | Autocares R. Font, SA                     | Solo circula los días lectivos universitarios |
| L0058     | Balenyá - Taradell - Vich                                           | Autocares Prat, SA                        | |
| L0059     | Bañeras - Vendrell                                                  | Autocars Poch, SA                         | No circula los festivos |
| L0063     | Barbens - Lérida                                                    | Autocars del Pla, SL                      | Circula los días laborables |
| L0064     | Barbens - Tárrega                                                   | Autocars del Pla, SL                      | Circula los lunes laborables. |
| L0085     | Barcelona-Castellbisbal                                             | Autos Castellbisbal, SA                   | Circula de lunes a viernes laborables, excepto en agosto. Salidas en Barcelona desde c/Urgell 229                                                                                     |
| L0110     | Barcelona - Monasterio de Montserrat                                | Autocares Julià, SL                       | Salida en Barcelona desde la estación de autobús Barcelona-Sants |
| L0115 N82 | Barcelona - Pineda de Mar                                           | Barcelona Bus, SL                         | Línea nocturna N82. Salidas en Barcelona desde Paseo de Gracia con c/Caspe |
| L0125 N73 | Barcelona-San Celoni                                                | Cingles Bus, SA                           | Línea nocturna N73 |
| L0129     | Barcelona - Sitges                                                  | Cintoi Bus, SL                            | Servicio directo. Circula de lunes a viernes laborables |
| L0136N62  | Barcelona - UAB - San Cugat del Vallés                              | Autocares R. Font, SA i Martí Renom, SA   | Línea nocturna N62. Salida en Barcelona desde la Ronda de San Pedro |
| L0137 451 | Barcelona-Vich-Torelló-San Pedro de Torelló                         | 25 Osona Bus, SA                          | Salida en Barcelona desde la Estación del Norte |
| L0145N30  | Barcelona-Villanueva-Villafranca                                    | Cintoi-Plana                              | Línea nocturna N30. |
| L0152     | Bellmunt de Segarra - San Antolín y Villanueva                      | Cots Alsina, SL                           | |
| L0153     | Bellmunt de Segarra - San Guim de Freixanet                         | Cots Alsina, SL                           | |
| L0165     | Biosca - Guisona                                                    | Cots Alsina, SL                           | |
| L0166     | La Bisbal del Panadés - Albiñana - Vendrell                         | Autocars Poch, SA                         | Circula de lunes a viernes laborables |
| L0167 601 | Blanes - Gerona                                                     | Barcelona Bus, SL                         | Circula los días laborables |
| L0180     | Bonastre - Albiñana - Vendrell                                      | Autocars Poch, SA                         | De lunes a viernes laborables |
| L0188     | Cabó - Orgañá                                                       | Autocars Vila Betriu, SL                  | Solo circula los martes y viernes laborables. No se podrá usar el servicio si no se ha concertado previamente                                                                         |
| L0193     | Calbinyà - Seo de Urgel                                             | Casimiro Porta Vilanova                   | Solo circula los martes y sábados laborables. No se podrá usar el servicio si no se ha concertado previamente                                                                         |
| L0203     | Blanes - Hostalrich                                                 | Barcelona Bus, SL                         | Circula de lunes a viernes laborables del 1/08 al 15/08 |
| L0230     | Castellbisbal - El Papiol - Molins de Rey                           | Autos Castellbisbal, SA                   | |
| L0231     | Castellbisbal-Rubí                                                  | Autos Castellbisbal, SA                   | Vía polígonos industriales. Circula de lunes a viernes laborables |
| L0243     | Cervera - San Ramón - Iborra                                        | Cots Alsina, SL                           | |
| L0246     | Cervera - Ametlla - Cervera                                         | Cots Alsina, SL                           | |
| L0247     | Cervera-San Ramón-San Guim de Freixanet-Cervera                     | Cots Alsina, SL                           | |
| L0248     | Cervera - Santa Coloma de Queralt - Cervera                         | Cots Alsina, SL                           | |
| L0253     | Clariana - Villafranca del Panadés                                  | Bus Castellví, SA                         | Solo circula los martes laborables y sábados |
| L0260     | Barcelona - Corbera de Llobregat                                    | Autocorb, SA                              | Salida en Barcelona desde c/Urgel con c/Londres |
| L0265     | Connexión Juncosa - Maslloréns - Bisbal del Panadés                 | Autocars Poch, SA                         | Circula los lunes, miércoles y viernes, excepto festivos |
| L0267     | Aiguaviva - la Atalaya - San Jaime dels Domenys                     | Autocars Poch, SA                         | Lunes, miércoles y viernes, excepto festivos |
| L275      | Vendrell-La Bisbal del Panadés-Albiñana-Vendrell                    | Autocars Poch, SA                         | Solo circula los sábados laborables |
| L0313     | Garriguella - Figueras                                              | Ampurdan Bus, SL                          | |
| L0314     | Garriguella - San Clemente Sasebas - Figueras                       | Ampurdan Bus, SL                          | |
| L0327     | Gerona - Caldas de Malavella                                        | Cia. del Ferrocarril de Olot a Gerona, SA | Circula de lunes a viernes laborables |
| L0328     | Gerona-Fornells de la Selva-Aeropuerto Costa Brava                  | Barcelona Bus, SL                         | No circula el 25/12 |
| L0358     | Granollers-Tarrasa-Manresa                                          | Cingles Bus, SA                           | Solo circula los jueves laborables, excepto en agosto y vacaciones de Navidad y Semana Santa                                                                                          |
| L0362     | Guisona - Solsona                                                   | Cots Alsina, SL                           | |
| L0386     | Juncosa - Lérida                                                    | Autocars Solé Seró, SL                    | Circula de lunes a viernes laborables |
| L0387     | PK 291,9 - Villafranca del Panadés                                  | Bus Castellví, SA                         | Circula de lunes a viernes laborables y sábados |
| L0403     | La Mambla-San Quirico de Besora-Ripoll                              | 25 Osona Bus, SA                          | Solo circula los días lectivos |
| L0405     | La Munia - Villafranca del Panadés                                  | Bus Castellví, SA                         | Solo circula los miércoles laborables y sábados |
| L0439     | Estartit - Flassá                                                   | Autocars Martí Pi, SA (AMPSA)             | Circula de luneas a viernes laborables |
| L0440     | Estartit - Gerona                                                   | Autocars Martí Pi, SA (AMPSA)             | |
| L0445     | Llavorsí - Areo                                                     | Autocars LLadós-Montaña, SL               | Circula los días laborables. No se podrá usar el servicio si no se ha concertado previamente                                                                                          |
| L0499     | Mataró-Canyamars                                                    | Cingles Bus, SA                           | No circula el 25/12 y 1/1 |
| L0506     | Molins de Rey - Rubí                                                | Autos Castellbisbal, SA                   | Circula los sábados, domingos, festivos y los días laborables de agosto |
| L0512 648 | Moncada - Ripollet - Sardañola - UAB- Bellaterra                    | Autocares R. Font, SA i Martí Renom, SA   | Circula de lunes a viernes laborables, excepto en agosto |
| L0516     | Montferri - Bràfim - Valls                                          | Hispano de Fuente En-Segures (HIFE), S.A. | Circula de lunes a viernes laborables, excepto julio y agosto. Del 1/07 al 31/08 sólo circula los miércoles laborables                                                                |
| L0523     | Mosqueroles-Campíns-San Celoni                                      | Cingles Bus, SA                           | Circula de lunes a viernes laborables, excepto en agosto |
| L0527     | Torredembarra - Tarragona                                           | Autocars del Penedès, SA                  | Línea nocturna. Circula los viernes y sábados laborables y vigilias de festivos |
| L0536     | Olot - Gerona                                                       | Cia. del Ferrocarril de Olot a Gerona, SA | |
| L0549     | Ossera - Seo de Urgel                                               | Autocars Vila Betriu, SL                  | Solo circula los martes y viernes lectivos. No se podrá usar el servicio si no se ha concertado previamente                                                                           |
| L0550     | Ossera - Tuixent                                                    | Autocars Vila Betriu, SL                  | Solo circula los martes. No se podrá usar el servicio si no se ha concertado previamente                                                                                              |
| L0552 625 | Palafolls - Calella - Tordera                                       | Barcelona Bus, SL                         | Circula de lunes a viernes laborables |
| L0609     | Rodés - Sort                                                        | Autocars Mario, SL                        | Solo circula los días lectivos. No se podrá usar el servicio si no se ha concertado previamente                                                                                       |
| L0611     | Roní - Sort                                                         | Autocars Mario, SL                        | Solo circula los martes laborables. No se podrá usar el servicio si no se ha concertado previamente                                                                                   |
| L0649     | San Celoni-Urb. Boscos del Montnegre                                | Cingles Bus, SA                           | Circula de lunes a viernes laborables, excepto en agosto |
| L0650     | San Celoni-Santa Fe de Montseny                                     | Cingles Bus, SA                           | Solo circula el segundo domingo de junio. Circula el Dia de l'Aplec de Sant Bernat |
| L0664     | San Marcial - Arbós                                                 | Bus Castellví, SA                         | Solo circula los martes |
| L0670     | San Vicente dels Horts - Tarrasa                                    | Autos Castellbisbal, SA                   | Solo circula los jueves laborables |
| L0675 470 | Santa Eulalia de Riuprimer-Vich                                     | 25 Osona Bus, SA                          | |
| L0695     | Solsona - Cervera                                                   | Cots Alsina, SL                           | |
| L0710     | Subirats - San Sadurní de Noya                                      | Autocars Vendrell, SL                     | Circula de lunes a viernes laborables, excepto en agosto |
| L0723     | Tarragona - Bràfim - Vila-rodona                                    | Hispano de Fuente En-Segures (HIFE), S.A. | |
| L0730     | Tárrega - Montornés de Segarra                                      | Autocars Agramunt, SL                     | Solo circula los días lectivos y los lunes laborables sentido Montornès de Segarra |
| L0731     | Tárrega - Vallfogona de Riucorb                                     | Autocars Agramunt, SL                     | |
| L0746     | Tona-Vich                                                           | 25 Osona Bus, SA                          | Solo circula los sábados laborables excepto en agosto |
| L0747     | Torá - Guisona                                                      | Cots Alsina, SL                           | |
| L0761     | Torroella de Montgrí - Estartit                                     | Autocars Martí Pi, SA (AMPSA)             | |
| L0769     | Tortosa - La Ametlla de Mar                                         | Autocars Carrera, SA                      | Circula de lunes a viernes laborables |
| L0776     | Valencia de Areo - Sort                                             | Autocars Mario, SL                        | Solo circula los días lectivos. No se podrá usar el servicio si no se ha concertado previamente                                                                                       |
| L792      | Vendrell-Llorenç-Bañeras-Arbós-Vendrell                             | Autocars Poch, SA                         | No circula los días festivos |
| L0793     | Vendrell - Bisbal del Panadés - Albiñana - Vendrell                 | Autocars Poch, SA                         | No circula los días festivos |
| L0794     | Vendrell-San Jaime dels Domenys-Arbós-Bañeras-Vendrell              | Autocars Poch, SA                         | De lunes a viernes laborables |
| L0795     | Vendrell-Llorenç-Bañeres-Bisbal del Panadés-Vendrell                | Autocars Poch, SA                         | De lunes a viernes laborables |
| L0796     | Verges - Gerona                                                     | Autocars Martí Pi, SA (AMPSA)             | Solo circula los martes y sábados |
| L0800     | Vich - Folguerolas - San Julián de Vilatorta - Vich                 | Comasòlivas Codina, Jordi                 | No circula los días festivos |
| L0801     | Vicfred - Tárrega                                                   | Cots Alsina, SL                           | |
| L0804     | Vich - Sau                                                          | Comasòlivas Codina, Jordi                 | Solo circula los sábados laborables |
| L0808     | Villafranca - Vendrell - Tarragona - Port Aventura                  | Autocars del Penedès, SA                  | |
| L0825     | Vilasana - Lérida                                                   | Autocars Salvia SL                        | No circula los días festivos |
| L0838     | Montanissel - Orgañá                                                | Autocars Vila Betriu, SL                  | Solo circula los miércoles laborables |
| L0840     | Lles - Seo de Urgel                                                 | Antonio J. Sirvent Pozo                   | Circula de lunes a viernes laborables. No se podrá usar el servicio si no se ha concertado previamente                                                                                |
| L0843     | Matasolana- San Miguel de la Vall -Tremp                            | Benito Espuñes Vila                       | Solo circula los miércoles y viernes laborables. No se podrá usar el servicio si no se ha concertado previamente                                                                      |
| L0844     | La Clua - Tremp                                                     | Benito Espuñes Vila                       | Solo circula los jueves laborables. No se podrá usar el servicio si no se ha concertado previamente                                                                                   |
| L0845     | Aransís - Tremp                                                     | Benito Espuñes Vila                       | Solo circula los lunes laborables. No se podrá hacer uso del servicio si no se ha concertado previamente                                                                              |
| L0846     | Orcau - Tremp                                                       | Benito Espuñes Vila                       | Solo circula los martes laborables. No se podrá usar el servicio si no se ha concertado previamente                                                                                   |
| L0852     | Pessonada - Puebla de Segur                                         | Autocars Franch, SA                       | Solo circula los miércoles y viernes. No se podrá usar el servicio si no se ha concertado previamente                                                                                 |
| L0853     | Hortoneda - Puebla de Segur                                         | Autocars Franch, SA                       | Solo circula los miércoles laborables. No se podrá usar el servicio si no se ha concertado previamente                                                                                |
| L0858     | Borjas Blancas - Pobla de Ciérvoles                                 | Autocars Aler, SL                         | Circula de lunes a viernes laborables |
| L0859     | Juncosa - Borjas Blancas                                            | Autocars Aler, SL                         | Circula de lunes a viernes laborables del 1/09 al 30/6. Resto del año circula los martes laborables                                                                                   |
| L0861     | Camarasa - Balaguer                                                 | Autocars Vidao, SL                        | No circula los días festivos. No se podrá usar el servicio si no se ha concertado previamente                                                                                         |
| L0862     | Foradada - Artesa de Segre                                          | Autocars Agramunt, SL                     | Solo circula los días lectivos |
| L0863     | Artesa de Segre - Monsonís                                          | Autocars Agramunt, SL                     | Solo circula los miércoles |
| L0864     | Santa María de Meyá - Artesa de Segre                               | Autocars Agramunt, SL                     | Solo circula los días lectivos |
| L0865     | Artesa de Segre - Luzás                                             | Autocars Agramunt, SL                     | Solo circula los días lectivos |
| L0866     | Alós de Balaguer - Artesa de Segre                                  | Autocars Agramunt, SL                     | Solo circula los días lectivos |
| L0869     | Pallargas - Guisona                                                 | Cots Alsina, SL                           | Solo circula los días lectivos. No se podrá usar el servicio si no se ha concertado previamente                                                                                       |
| L0871     | San Guim de Freixanet - Bellmunt                                    | Cots Alsina, SL                           | Solo circula los jueves de mercado |
| L0872     | Guisona - Sanahuja                                                  | Cots Alsina, SL                           | Solo circula los jueves en el trayecto Guisona → Sanahuja y los jueves no lectivos en el trayecto Sanahuja → Guisona. No se podrá usar el servicio si no se ha concertado previamente |
| L0873     | Guisona - Pallargas                                                 | Cots Alsina, SL                           | Solo circula los jueves lectivos. No se podrá usar el servicio si no se ha concertado previamente                                                                                     |
| L0874     | Sendomir - Cervera                                                  | Cots Alsina, SL                           | Circula los días lectivos. No se podrá usar el serviciosi no se ha concertado previamente                                                                                             |
| L0877     | San Guim de Freixanet - Cervera                                     | Cots Alsina, SL                           | Circula los días lectivos. No se podrá usar el servicio si no se ha concertado previamente                                                                                            |
| L0878     | La Panadella - San Guim de Freixanet                                | Cots Alsina, SL                           | Circula los días lectivos. No se podrá usar el servicio si no se ha concertado previamente                                                                                            |
| L0879     | Ametlla - Cervera                                                   | Cots Alsina, SL                           | Circula los días lectivos. No se podrá usar el servicio si no se ha concertado previamente                                                                                            |
| L0880     | Talavera - Cervera                                                  | Cots Alsina, SL                           | |
| L0881     | Torá - Guisona                                                      | Cots Alsina, SL                           | Circula los días lectivos. No se podrá usar el servicio si no se ha concertado previamente                                                                                            |
| L0882     | Iborra - El Llor - Guisona                                          | Cots Alsina, SL                           | Circula los días lectivos. No se podrá usar el servicio si no se ha concertado previamente                                                                                            |
| L0885     | Lloret de Mar - Gerona                                              | Autocars R. Mas, SL                       | |
| L0889     | Alamús - Lérida                                                     | Autocars Agramunt, SL                     | Solo circula de lunes a viernes laborables. No se podrá hacer usar el servicio si no se ha concertado previamente                                                                     |
| L0890     | Alcanó - Lérida                                                     | Autocars Solé Seró, SL                    | De lunes a viernes laborables. Días lectivos, expedición Lérida-Alcanó-Juncosa a las 15h                                                                                              |
| L0893     | Alamús - Torre Solé - Lérida                                        | Autocars Agramunt, SL                     | Solo circula de lunes a viernes laborables |
| L0895     | El Miracle - Solsona                                                | Autocars Tarrés, SL                       | Solo circula los días lectivos |
| L0896     | Vallbona de las Monjas - Tárrega                                    | Autocars Agramunt, SL                     | Solo circula los días lectivos |
| L0899     | Corbera de Llobregat - La Palma - Molins de Rey                     | Autocorb, SA                              | De lunes a viernes laborables |
| L0907     | Prats de Llusanés - La Torre d'Oristà                               | 25 Osona Bus, SA                          | Solo circula el primer lunes de marzo |
| L0908     | La Torre d'Oristà - Prats de Llusanés                               | 25 Osona Bus, SA                          | Solo circula el primer lunes de marzo |
| L0909     | Oristá - Prats de Llusanés                                          | 25 Osona Bus, SA                          | Solo circula el primer lunes de marzo |
| L0910     | Berga - Vich                                                        | 25 Osona Bus, SA                          | |
| L0925     | Barcelona - Baricentro                                              | Autocares R. Font, SA                     | Circula de lunes a viernes laborables, excepto en agosto. Salida en Barcelona desde la estación de autobuses de Fabra y Puig                                                          |
| L0926     | Barcelona - Ripollet                                                | Autocares R. Font, SA                     | Salida en Barcelona desde la estación de autobuses de Fabra y Puig |
| L0927     | Barcelona - Santa María de Moncada                                  | Autocares R. Font, SA                     | Circula los días laborables, excepto sábados y en agosto. Salida en Barcelona desde la estación de autobuses de Fabra y Puig                                                          |
| L0976     | Omélls de Nagaya - Bellpuig                                         | Autocars del Pla, SL                      | |
| L1021     | Santa Engracia - Tremp                                              | Carlos Gómez Hinojosa                     | Solo circula los martes y viernes laborables. No se podrá usar el servicio si no se ha concertado previamente                                                                         |
| L1022     | Orís - San Hipólito de Voltregá - Vich - Manlleu                    | Autocars Rovira, SL                       | |
| L1028     | Vich - San Hipólito - Perafita - San Bartolomé - Vich               | Autocars Rovira, SL                       | No circula los días festivos |
| L1039 E1  | Exprés Barcelona - Ripollet                                         | Autocares R. Font, SA                     | Salida en Barcelona desde La Sagrera |
| L0140     | Barcelona - Villanueva y Geltrú                                     | Cintoi Bus, SL                            | Servicio directo. Circula de lunes a viernes laborables |
| L1045     | San Pedro de Ribas - Barcelona                                      | Cintoi Bus, SL                            | No circula los sábados, los días festivos y los días de fiesta local en Barcelona |
| L1049     | Cubellas - Villanueva y Geltrú                                      | Cintoi Bus, SL                            | Circula de lunes a viernes laborables |
| L1050     | Barcelona - Vendrell                                                | Cintoi Bus, SL                            | |
| L1053     | Ripollet - Masrampinyo                                              | Autocares R. Font, SA                     | Circula de lunes a viernes laborables, excepto en agosto |
| L1054     | Vendrell - Villanueva y Geltrú                                      | Cintoi Bus, SL                            | No circula los días festivos |
| L1055     | Valls - Calafell                                                    | Cintoi Bus, SL                            | Circula de lunes a viernes laborables |
| L1091     | Villafranca del Panadés-Can Bas-San Sadurní de Noya                 | Autocars Vendrell, SL                     | No circula los días festivos |
| L1093     | Villafranca del Panadés - Ordal                                     | Autocars Vendrell, SL                     | No circula los días festivos |
| L1186     | Olivella - Barcelona                                                | Cintoi Bus, SL                            | Solo circula los sábados laborables |
| L1203 622 | Calella - Blanes                                                    | Barcelona Bus, SL                         | Circula de lunes a viernes |
| L1208     | Vich - Alpens                                                       | 25 Osona Bus, SA                          | |
| L1211     | Alpens - San Quirico de Besora                                      | 25 Osona Bus, SA                          | Solo circula el primer viernes de julio |
| L1212     | San Quirico de Besora - Montesquiu - Sora                           | 25 Osona Bus, SA                          | Solo circula los días lectivos |
| L1219     | Alpens - Prats de Llusanés                                          | 25 Osona Bus, SA                          | |
| L1221     | San Quirico de Besora - Vidrá                                       | 25 Osona Bus, SA                          | Solo circula los días lectivos |
| L1224     | Torelló - Montesquiu                                                | 25 Osona Bus, SA                          | |
| L1227 620 | Barcelona - Blanes - Hostalrich                                     | Barcelona Bus, SL                         | Salida en Barcelona desde calle Alí Bey con calle Sicilia |
| L1232     | Prats de Llusanés - Sta. Eulalia - Prats                            | 25 Osona Bus, SA                          | Solo circula los días lectivos |
| L1241 627 | Hospital de Calella - San Cipriano de Vallalta                      | Barcelona Bus, SL                         | De lunes a viernes laborables |
| L1247     | Blanes - Santa Susana - Tordera                                     | Barcelona Bus, SL                         | Línea nocturna. Circula los sábados y festivos |
| L1248     | Gualba de Dalt - San Celoni                                         | Cingles Bus, SA                           | Solo circula los miércoles laborables |
| L1250     | Gualba de Dalt - San Celoni                                         | Cingles Bus, SA                           | No circula los sábados y días festivos |
| L1252 603 | Barcelona - Blanes                                                  | Barcelona Bus, SL                         | Salidas en Barcelona desde calle Alí Bey con calle Sicilia |
| L1255     | San Celoni-San Esteban-Sta. María-Montseny                          | Cingles Bus, SA                           | Solo circula los sábados laborables |
| L1262     | San Celoni - Vallgorguina - Arenys de Mar                           | Cingles Bus, SA                           | No circula los sábados y días festivos |
| L1268     | Granollers - San Celoni                                             | Cingles Bus, SA                           | No circula los días festivos |
| L1271     | Orrius - Argentona - Hospital de Mataró                             | Cingles Bus, SA                           | No circula los días festivos |
| L1272     | Argentona - Mataró por el barrio de S. Miguel del Cros              | Cingles Bus, SA                           | No circula los días festivos |
| L1273 555 | Mataró - Granollers - Sabadell                                      | Cingles Bus, SA                           | |
| L1274     | Santa María de Corcó - Manlleu - Roda - Vich                        | 25 Osona Bus, SA                          | |
| L1275     | San Celoni - Vallgorguina                                           | Cingles Bus, SA                           | No circula los sábados y los días festivos |
| L1315 650 | Gerona - Bellaterra                                                 | Barcelona Bus, SL                         | Solo circula los días lectivos |
| L1316     | Barcelona - Gerona - Figueras                                       | Barcelona Bus, SL                         | Salidas en Barcelona desde la Estación del Norte con parada en la estación de autobuses Fabra y Puig                                                                                  |
| L1323 612 | Vilafreser - Báscara                                                | Barcelona Bus, SL                         | Vía Vilademuls. Circula martes y viernes laborables |
| L1381     | San Celoni - rotonda St. Esteban                                    | Cingles Bus, SA                           | Solo circula los miércoles laborables |
| L1392     | San Celoni-Canada Park-Llinars-S. Antonio-S. Pedro                  | Cingles Bus, SA                           | No circula los sábados y días festivos |
| L1393     | Mataró - Granollers                                                 | Cingles Bus, SA                           | |
| L1400     | Vich - San Pedro de Torelló                                         | 25 Osona Bus, SA                          | Circula los días laborables |
| L1401     | Vich - San Pedro de Torelló                                         | 25 Osona Bus, SA                          | Solo circula los días festivos |
| L1404     | Gerri de la Sal - Sort                                              | Autocars Emili Coll, SL                   | Solo circula los días lectivos. No se podrá usar el servicio si no se ha concertado previamente                                                                                       |
| L1405     | Pujol - Sort                                                        | Autocars Emili Coll, SL                   | Solo circula los días lectivos. No se podrá usar el servicio si no se ha concertado previamente                                                                                       |
| L1427 685 | Can Tiana - Ripollet - Moncada                                      | Autocares R. Font, SA                     | Circula de lunes a viernes laborables, excepto en agosto |
| L1450     | Vich - Calldetenes - Hospital General de Vich                       | 25 Osona Bus, SA                          | |
| L1451     | Vich - Gurb                                                         | 25 Osona Bus, SA                          | |
| L1452     | Vich - Roda de Ter - Manlleu                                        | 25 Osona Bus, SA                          | |
| L1474     | Barcelona - Aeropuerto de Gerona-Costa Brava                        | Barcelona Bus, SL                         | No circula el 25/12. Salidas en Barcelona desde la Estación del Norte |
| L1494     | Aeropuerto de Gerona - Tosa de Mar                                  | Barcelona Bus, SL                         | No circula el 25/12, 26/12 y 1/1 |
| L1516     | Rosas - Aeropuerto de Gerona Costa Brava                            | Barcelona Bus, SL                         | Diario en julio y agosto |
| L1523 621 | Barcelona - Polígono Industrial Santiga                             | Autocares R. Font, SA                     | Circula de lunes a viernes laborables. Salida en Barcelona desde la estación de autobuses de Fabra y Puig                                                                             |
| L1526     | Arbós - Villanueva y Geltrú                                         | Cintoi Bus, SL                            | Solo circula los sábados laborables |
| L1548     | Aeropuerto de Gerona - Barcelona -Aeropuerto del Prat T1 i T2       | Barcelona Bus, SL                         | No circula el 25/12, 26/12 y 1/1. En Barcelona hace parada en la Estación del Norte                                                                                                   |
| L1561 614 | Blanes-el Maresme-Mataró-Aeropuerto del Prat T2                     | Barcelona Bus, SL                         | No circula el 25/5, 26/6 y 1/1. Bus gratuito entre la T2 y T1 del Aeropuerto de Barcelona                                                                                             |
| L1582 622 | Hospital de Blanes - Hospital de Calella                            | Barcelona Bus, SL                         | Circula de lunes a viernes laborables |
| L1620     | Alcanar - St. Carlos de la Rápita - Barcelona y Tortosa - Barcelona | Hispano de Fuente En-Segures (HIFE), SA   | Circula todos los días, con más o con menos expediciones |
| V2558 T53 | Pratdip - Mont-roig del Camp - Reus - Tarragona                     | La Hispano Igualadina, SAU                | Circula todos los días, con más o con menos expediciones |
| 4         | Tarragona - Pineda - Salou - Vilafortuny - Cambrils                 | Empresa Plana, SL                         | Circula todos los días, con más o con menos expediciones |
| 12 E2     | Tarragona - Estació del Camp - Valls                                | Empresa Plana, SL                         | Circula todos los días, con más o con menos expediciones |
| 14 E5     | Reus - Salou                                                        | Empresa Plana, SL                         | Circula todos los días, con más o con menos expediciones |
| 35        | Reus - Maspujols – Aleixar – Vilaplana - U. Portugal                | Empresa Plana, SL                         | Circula de lunes a sábados laborables |
| 51        | Tarragona - Monnars - El Catllar                                    | Empresa Plana, SL                         | Circula de lunes a sábados laborables |
| 65        | Tarragona - Ferran - La Riera de Gaià - La Nou de Gaià - Salomó     | Empresa Plana, SL                         | Circula de lunes a viernes laborables |
| 74        | Tarragona - Pineda - Salou - Port Aventura                          | Empresa Plana, SL                         | Circula todos los días, con más o con menos expediciones |
| 81        | Hospitalet de l'Infant - Miami - Cambrils - Reus                    | Empresa Plana, SL                         | Circula todos los días, con más o con menos expediciones |
| 83        | Reus – Castellvell – Castellmoster – Almoster                       | Empresa Plana, SL                         | Circula todos los días, con más o con menos expediciones |

### Aerobús
- A1 Barcelona Pl. Cataluña - Aeropuerto de Barcelona-El Prat T1
- A2 Barcelona Pl. Cataluña - Aeropuerto de Barcelona-El Prat T2

## Estaciones de autobús

### Provincia de Barcelona
- Aeropuerto de Barcelona-El Prat Terminal 1
- Estación del Norte
- Estación de Barcelona-Fabra y Puig
- Estación de Barcelona-Sants
- Granollers
- Igualada
- Manresa
- Sabadell
- Suria
- Tarrasa
- Vich
- Villafranca del Panadés
- Villanueva y Geltrú

### Provincia de Gerona
- Blanes
- Cadaqués
- Figueras
- Gerona
- Lloret de Mar
- Olot
- Ripoll
- San Feliu de Guíxols

### Provincia de Tarragona
- Tarragona
- Tortosa
- Reus
- Salou
- Valls

### Provincia de Lérida
- Balaguer
- Cervera
- Seo de Urgel
- Borjas Blancas
- Lérida
- Solsona
- Tárrega